# El Zacatón (Sonora)
El Zacatón es un ejido del municipio de Hermosillo ubicado en el centro del estado mexicano de Sonora, en la zona del desierto sonorense. Según los datos del Censo de Población y Vivienda realizado en 2010 por el Instituto Nacional de Estadística y Geografía (INEGI), El Zacatón tiene un total de 310 habitantes.

## Geografía
El Zacatón se sitúa en las coordenadas geográficas 29°16′28″ de latitud norte y 110°50′55″ de longitud oeste del meridiano de Greenwich, a una elevación de 303 metros sobre el nivel del mar.